# أبنر لويس
أبنر لويس هو محامي وقاضي وسياسي أمريكي، ولد في 17 أغسطس 1801 في باناما في الولايات المتحدة، وتوفي في 12 أكتوبر 1879 في وينونا في الولايات المتحدة. نشط حزبياً في الحزب الجمهوري. وقد انتخب عضو جمعية ولاية نيويورك ‏ وانتخب عضو مجلس النواب الأمريكي ‏.